# Helmuth Hoffmann
Helmuth Hoffmann (* 7. November 1919 in Köln; † 19. Juni 2010 in Bergisch Gladbach) war ein deutscher Tischtennisspieler. Er wurde fünfmal deutscher Meister in den Doppel- und Mixed-Wettbewerben. Im Einzel belegte er zweimal den zweiten Platz.

## Werdegang
Helmuth Hoffmann begann 1934 Tischtennis zu spielen. Um erstmals an der deutschen Meisterschaft teilzunehmen, fuhr er 1936 mit dem Fahrrad von Köln nach Gelsenkirchen. 1937 spielte er erstmals in der Nationalmannschaft in einem Wettkampf gegen die Niederlande. 1939 gehörte er dem Verein Reichsbahn Aachen an.
Seine größten Erfolge hatte Hoffmann in den Jahren nach dem Zweiten Weltkrieg. Er war auch am ersten Länderspiel einer deutschen Mannschaft nach dem Krieg beteiligt. Am 24. Januar 1950 trat er in Gelsenkirchen zusammen mit Dieter Mauritz und Heinz Raack gegen Schweden an. Zwischen 1937 und 1953 wurde er 15 mal in die deutsche Nationalmannschaft berufen. Bis 1978 spielte er mit DJK Alemannia Köln in der Oberliga. Von 1947 bis 1949 erreichte er dreimal mit ESV Blau-Rot Bonn das Endspiel um die deutsche Mannschaftsmeisterschaft, wo das Team jedes Mal gegen MTV München von 1879 verlor.
Bekannt war er für seinen scharfen Rückhand-Unterschnitt, den er selbst „Down-Spin“ nannte (im Gegensatz zum überschnittenen Topspin).

## Ehrungen
1958 ehrte der Westdeutsche Tischtennisverband Hoffmann mit der Silbernen Ehrennadel, 1967 mit der Goldenen Ehrennadel. 1968/69 erhielt er den Albrecht-Nicolai-Pokal, ein Wanderpokal, der einem Sportler oder einem Verein für besondere sportliche Leistungen, besondere Fairness oder besondere Verdienste um den Tischtennissport verliehen wird.

## Privat
Im Zweiten Weltkrieg erlitt Hoffmann in Frankreich eine schwere Beinverletzung, die aber geheilt werden konnte. 1945 kehrte aus der amerikanischen Kriegsgefangenschaft zurück.
Seit 1951 war er verheiratet und hat mit seiner Frau Gerda (verst. 2015) eine Tochter (Beatrix* 1956) und einen Sohn (Ralf* 1959). Zuletzt lebte Hoffmann in Forsbach, einem Stadtteil von Rösrath bei Köln. Er spielte noch Tennis und wurde in dieser Sportart im Jahr 2004 Deutscher Meister der Altersklassen.
Er starb im Juni 2010 in Bergisch Gladbach und wurde auf dem Zentralfriedhof in Rösrath beigesetzt.

## Helmuth-Hoffmann-Cup
Der Tischtennisbezirk Mittelrhein verleiht an verdiente Sportler und Funktionäre den Helmuth-Hoffmann-Cup als höchste Auszeichnung. Bisher wurden damit folgende Personen geehrt:
- 2006: Helmut Fürderer – Aktiver im Raum Bonn[3]
- 2008: Günter Tiling – Geschäftsführer des Bezirks Mittelrhein[4]
- 2010: Arnold Beginn – Funktionär beim TTC Jülich[5]
- 2011: Hans Küpper – Funktionär im Bezirk Mittelrhein[6]
- 2013: Theo Klingenberg – Funktionär im Bezirk Aachen[7]
- ????: Karl-Heinz Duda[3]
- 2018: Lothar Schweswig[3]

## Erfolge
- Teilnahme Tischtennisweltmeisterschaften mit der deutschen Mannschaft
  - 1938 in London: 9. Platz
- Nationale deutsche Meisterschaften
  - 1947 Heppenheim Einzel 2. Platz, Doppel 1. Platz (mit Karlheinz Simon)
  - 1948 Göttingen Mixed 1. Platz (mit Berti Capellmann)
  - 1949 Lübeck Einzel 3. Platz, Doppel 1. Platz (mit Bernie Vossebein), Mixed 1. Platz (mit Berti Capellmann)
  - 1950 Rheydt Einzel 2. Platz, Doppel 3. Platz (mit Bernie Vossebein), Mixed 2. Platz (mit Hilde Bussmann)
  - 1951 Berlin Doppel 3. Platz (mit Kurt Braun), Mixed 2. Platz (mit Hilde Bussmann)
  - 1952 Berlin Mixed 2. Platz (mit Berti Capellmann)
  - 1953 Herford Doppel 3. Platz (mit Ingo Kiel), Mixed 1. Platz (mit Berti Capellmann)
  - 1955 Osnabrück Doppel 4. Platz (mit Horst Jung)
- Gaumeisterschaften
  - 1939 Frankfurt/Main 1. Platz mit Mannschaft Mittelrhein
- Deutschlandpokal mit der Mannschaft des WTTV
  - 1948 Schwerte 1. Platz
  - 1949 Recklinghausen 1. Platz
  - 1950 Rheydt 1. Platz
- Westdeutsche Meisterschaften
  - 1948 Einzel 1. Platz
  - 1950 Einzel 1. Platz, Doppel 1. Platz (mit Bernie Vossebein), Mixed 1. Platz (mit Hilde Bussmann)
  - 1954 Doppel 1. Platz (mit Horst Jung)
- Ranglisten
  - 1950 3. Platz in der deutschen Rangliste
- Vereine
  - 1934–1937 Blau Weiß Köln
  - 1937–1939 ETuSvA Aachen
  - 1946–1953 ESV Blau-Rot Bonn
  - 1953–1958 CTTF Poppelsdorf
  - 1958–1980 DJK Alemannia Köln
  - 1980–2010 SV Union Rösrath
- Tennis
  - 2004 Deutscher Meister in der Altersklasse ab 85

## Turnierergebnisse
| Verband | Veranstaltung     | Jahr | Ort     | Land | Einzel    | Doppel    | Mixed        | Team |
| ------- | ----------------- | ---- | ------- | ---- | --------- | --------- | ------------ | ---- |
| GER     | Weltmeisterschaft | 1938 | Wembley | ENG  | letzte 64 | letzte 64 | keine Teiln. | 10   |